# 科林·弗格森
科林·弗格森（Colin Ferguson，1972年7月22日—）是美國的一位演員、導演和製作人 。他最著名的作品是在靈異之城中飾演Jack Carter角色。